# 33135 Davidrisoldi
33135 Davidrisoldi este un asteroid din centura principală de asteroizi.

## Descriere
33135 Davidrisoldi este un asteroid din centura principală de asteroizi. A fost descoperit pe 19 februarie 1998 la observatorul astronomic Santa Lucia din Stroncone. Asteroidul prezintă o orbită caracterizată de o semiaxă mare de 2,33 ua, o excentricitate de 0,13 și o înclinație de 7,3° în raport cu ecliptica.